# Janusz Tadeusz Gąsiorowski
Janusz Tadeusz Gąsiorowski, poljski general, * 1889, † 1949.